# فینال جام باشگاه‌های اروپا ۱۹۸۰
فینال جام باشگاه‌های اروپا ۱۹۸۰، رقابت پایانی جام باشگاه‌های اروپا در سال ۱۹۸۰ میلادی است که مابین دو تیم باشگاه فوتبال ناتینگهام فارست و باشگاه فوتبال هامبورگ در ورزشگاه سانتیاگو برنابئو، مادرید برگزار شده‌است.
این مسابقه که در تاریخ ۲۸ مه ۱۹۸۰ انجام شده‌است با نتیجه ۱ بر ۰ به سود تیم باشگاه فوتبال ناتینگهام فارست به پایان رسید.